# 北有馬駅
北有馬駅（きたありまえき）は、長崎県南島原市北有馬町谷川にあった島原鉄道島原鉄道線の駅（廃駅）である。

## 歴史
- 1926年（大正15年）7月2日：口之津鉄道の駅として開業。
- 1943年（昭和18年）7月1日：会社合併により、島原鉄道の駅となる。
- 1966年（昭和41年）2月1日：業務委託化。
- 1984年（昭和59年）10月1日：貨物営業廃止。
- 1986年（昭和61年）6月：新駅舎竣工[1]。
- 2008年（平成20年）4月1日：島原外港 - 加津佐間の廃線により、廃駅となる。

## 駅構造

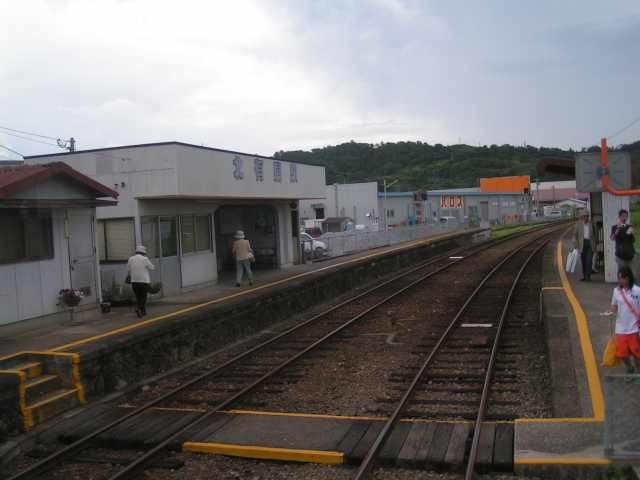
構内。手前が加津佐側、奥が諫早側（2006年8月）

相対式ホーム2面2線を有する地上駅。業務委託駅。駅舎はスタンダードな建物。

## 利用状況
営業最終年度である2007年度の年間乗車人員は41,384人、降車人員は35,269人であった。
| 年度               | 年間 乗車人員 | 年間 降車人員 |
| ------------------ | ------------- | ------------- |
| 1997年（平成09年） | 44,917        | 44,012        |
| 1998年（平成10年） | 50,125        | 48,689        |
| 1999年（平成11年） | 44,504        | 42,907        |
| 2000年（平成12年） | 44,865        | 40,797        |
| 2001年（平成13年） | 42,344        | 38,672        |
| 2002年（平成14年） | 44,280        | 40,878        |
| 2003年（平成15年） | 39,545        | 35,624        |
| 2004年（平成16年） | 38,094        | 34,227        |
| 2005年（平成17年） | 39,656        | 36,918        |
| 2006年（平成18年） | 38,284        | 35,294        |
| 2007年（平成19年） | 41,384        | 35,269        |

## 駅周辺
住宅はやや多い。駅の目の前は田んぼである。スーパーマーケットがある。
- 南島原市 北有馬総合支所（旧・北有馬町役場）
- 有馬川
- 国道251号
- 日野江城跡

## 隣の駅
島原鉄道
島原鉄道線
龍石駅 - 北有馬駅 - 常光寺前駅